# Voetbalkampioenschap van de Sovjet-Unie
Het voetbalkampioenschap van de Sovjet-Unie was het hoogste niveau van het voetbal in de Sovjet-Unie tot aan het uiteenvallen hiervan in 1991 en werd ook Sovjet Top Liga genoemd.

## Geschiedenis
Het Russische voetbal was begin 20ste eeuw weinig georganiseerd. Tot aan 1936 werd er door stedenteams sporadisch om een soort landskampioenschap gestreden. Dit gebeurde slechts acht keer met de volgende steden als winnaars:
| - 1912 Sint-Petersburg - 1913 Odessa - 1922 Moskou - 1924 Charkov |  | - 1928 Moskou - 1931 Moskou - 1932 Moskou - 1933 Moskou |

Dit veranderde toen op 22 mei 1936 de Sovjet Top Liga van start ging. In het eerste jaar werd er nog zowel in het voorjaar als in het najaar een competitie gespeeld, maar vanaf 1937 werd elk jaar gestreden om het landskampioenschap. Uitgezondering waren de oorlogsjaren 1941-1945 (geen competitie) en 1976, toen er net als in 1936 een dubbele competitie werd gespeeld. Toen in 1991 de Sovjet-Unie uit elkaar viel, hield ook de Sovjet Top Liga op te bestaan, al werden er nog wel pogingen ondernomen de topteams uit de verschillende republieken in één overkoepelende competitie samen te laten spelen. Al deze pogingen liepen echter op niets uit en de voormalige Sovjet-republieken startten vanaf 1992 elk hun eigen competitie. Rechtsopvolger van de Sovjet Top Liga is de Premjer-Liga, de hoogste divisie van de grootste voormalige Sovjet-republiek: de Russische Federatie, toch was het niet enkel de Russische deelrepubliek die de lakens uitdeelde. Clubs uit Oekraïne waren ook erg succesvol. Voor de nationale competities van de voormalige Sovjet-republieken wordt via het volgende overzicht doorverwezen:
| - Armenië - Azerbeidzjan - Estland - Georgië - Kazachstan |  | - Kirgizië - Letland - Litouwen - Moldavië - Oekraïne |  | - Oezbekistan - Rusland - Tadzjikistan - Turkmenistan - Wit-Rusland |

### Naamswijziging
De competitie onderging door de jaren heen enkele naamswijzigingen.
| - 1936-1941 - Groep A (Группа А) - 1945-1949 - Eerste groep van de USSR (Первая группа СССР) - 1950-1962 - Klasse A van de USSR (Класс "А" СССР) - 1963-1969 - Eerste groep A van de USSR (Первая группа "А" СССР) - 1970 - Top Group - 1971-1991 - Sovjet Top Liga |

## Kampioenen Sovjet-Unie (1936-1991)

### Group A
| Seizoen  | Kampioen                                                                        | Runner-Up                                                                       | Derde plaats                                                                    | Topschutter |
| -------- | ------------------------------------------------------------------------------- | ------------------------------------------------------------------------------- | ------------------------------------------------------------------------------- | --- |
| 1936 (V) | Dinamo Moskou                                                                   | Dinamo Kiev                                                                     | Spartak Moskou                                                                  | Michail Semitsjastni (Dinamo Moskou, 6 goals)                                                                                   |
| 1936 (N) | Spartak Moskou                                                                  | Dinamo Moskou                                                                   | Dinamo Tbilisi                                                                  | Georgy Glazkov (Spartak Moskou, 7 goals)                                                                                        |
| 1937     | Dinamo Moskou(2)                                                                | Spartak Moskou                                                                  | Dinamo Kiev                                                                     | Boris Paitsjadze (Dinamo Tbilisi, 8 goals) Leonid Roemjantsev (Spartak Moskou, 8 goals) Vasili Smirnov (Dinamo Moskou, 8 goals) |
| 1938     | Spartak Moskou(2)                                                               | CDKA Moskou                                                                     | Metalloerg Moskou                                                               | Makar Hontsjarenko (Dinamo Kiev, 19 goals)                                                                                      |
| 1939     | Spartak Moskou(3)                                                               | Dinamo Tbilisi                                                                  | CDKA Moskou                                                                     | Grigori Fedotov (CDKA Moskou, 21 goals)                                                                                         |
| 1940     | Dinamo Moskou (3)                                                               | Dinamo Tbilisi                                                                  | Spartak Moskou                                                                  | Grigori Fedotov (CDKA Moskou, 21 goals) Sergei Solovjov (Dinamo Moskou, 21 goals)                                               |
| 1941     | Competitie gestopt door perikelen in WO II (Dinamo Moskou stond aan de leiding) | Competitie gestopt door perikelen in WO II (Dinamo Moskou stond aan de leiding) | Competitie gestopt door perikelen in WO II (Dinamo Moskou stond aan de leiding) | Competitie gestopt door perikelen in WO II (Dinamo Moskou stond aan de leiding)                                                 |
| 1942-44  | Geen competitie door WO II                                                      | Geen competitie door WO II                                                      | Geen competitie door WO II                                                      | Geen competitie door WO II |

### Eerste Groep
| Seizoen | Kampioen          | Runner-Up     | Derde plaats   | Topschutter |
| ------- | ----------------- | ------------- | -------------- | --- |
| 1945    | Dinamo Moskou (4) | CDKA Moskou   | Torpedo Moskou | Vsevolod Bobrov (CDKA Moskou, 24 goals)                                                                                      |
| 1946    | CDKA Moskou       | Dinamo Moskou | Dinamo Tbilisi | Aleksandr Ponomarjov (Torpedo Moskou, 18 goals)                                                                              |
| 1947    | CDKA Moskou (2)   | Dinamo Moskou | Dinamo Tbilisi | Vsevolod Bobrov (CDKA Moskou, 14 goals) Valentin Nikolajev (CDKA Moskou, 14 goals) Sergei Solovjov (Dinamo Moskou, 14 goals) |
| 1948    | CDKA Moskou (3)   | Dinamo Moskou | Spartak Moskou | Sergei Solovjov (Dinamo Moskou, 25 goals)                                                                                    |
| 1949    | Dinamo Moskou (5) | CDKA Moskou   | Spartak Moskou | Nikita Simonyan (Spartak Moskou, 26 goals)                                                                                   |

### Klasse A
| Seizoen | Kampioen           | Runner-Up        | Derde plaats      | Topschutter |
| ------- | ------------------ | ---------------- | ----------------- | --- |
| 1950    | CDKA Moskou (4)    | Dinamo Moskou    | Dinamo Tbilisi    | Nikita Simonjan (Spartak Moskou, 34 goals)                                                                                                 |
| 1951    | CDSA Moskou (5)    | Dinamo Tbilisi   | Sjachtjor Stalino | Avtandil Gogoberidze (Dinamo Tbilisi, 16 goals)                                                                                            |
| 1952    | Spartak Moskou (4) | Dinamo Kiev      | Dinamo Moskou     | Andrej Zazrojev (Dinamo Kiev, 11 goals) |
| 1953    | Spartak Moskou (5) | Dinamo Tbilisi   | Torpedo Moskou    | Nikita Simonjan (Spartak Moskou, 14 goals)                                                                                                 |
| 1954    | Dinamo Moskou (6)  | Spartak Moskou   | Spartak Minsk     | Anatoli Iljin (Spartak Moskou, 11 goals) Vladimir Iljin (Dinamo Moskou, 11 goals) Antonin Sotsjnev (Troedovye Rezervy Leningrad, 11 goals) |
| 1955    | Dinamo Moskou (7)  | Spartak Moskou   | CDSA Moskou       | Edoeard Streltsov (Torpedo Moskou, 15 goals)                                                                                               |
| 1956    | Spartak Moskou (6) | Dinamo Moskou    | CDSA Moskou       | Vasili Boezoenov (ODO Sverdlovsk, 17 goals)                                                                                                |
| 1957    | Dinamo Moskou (8)  | Torpedo Moskou   | Spartak Moskou    | Vasili Boezoenov (CSK MO Moskou, 16 goals)                                                                                                 |
| 1958    | Spartak Moskou(7)  | Dinamo Moskou    | CSK MO Moskou     | Anatoli Iljin (Spartak Moskou, 19 goals)                                                                                                   |
| 1959    | Dinamo Moskou (9)  | Lokomotiv Moskou | Dinamo Tbilisi    | Zaoer Kalojev (Dinamo Tbilisi, 16 goals)                                                                                                   |
| 1960    | Torpedo Moskou     | Dinamo Kiev      | Dinamo Moskou     | Zaoer Kalojev (Dinamo Tbilisi, 20 goals) Gennadi Goesarov (Torpedo Moskou, 20 goals)                                                       |
| 1961    | Dinamo Kiev        | Torpedo Moskou   | Spartak Moskou    | Gennadi Goesarov (Torpedo Moskou, 22 goals)                                                                                                |
| 1962    | Spartak Moskou (8) | Dinamo Moskou    | Dinamo Tbilisi    | Michail Moestygin (Belarus Minsk, 17 goals)                                                                                                |

### Klass A (eerste groep)
| Seizoen | Kampioen           | Runner-Up      | Derde plaats    | Topschutter |
| ------- | ------------------ | -------------- | --------------- | --- |
| 1963    | Dinamo Moskou (10) | Spartak Moskou | Dinamo Minsk    | Oleg Kopajev (SKA Rostov, 27 goals)                                                                                                  |
| 1964    | Dinamo Tbilisi     | Torpedo Moskou | CSKA Moskou     | Vladimir Fedotov (CSKA Moskou, 16 goals)                                                                                             |
| 1965    | Torpedo Moskou(2)  | Dinamo Kiev    | CSKA Moskou     | Oleg Kopajev (SKA Rostov, 18 goals)                                                                                                  |
| 1966    | Dinamo Kiev (2)    | SKA Rostov     | Neftianik Bakoe | Ilja Datoenasjvili (Dinamo Tbilisi, 20 goals)                                                                                        |
| 1967    | Dinamo Kiev (3)    | Dinamo Moskou  | Dinamo Tbilisi  | Michail Moestygin (Dinamo Minsk, 19 goals)                                                                                           |
| 1968    | Dinamo Kiev (4)    | Spartak Moskou | Torpedo Moskou  | Gotsja Gavasjeli (Dinamo Tbilisi, 22 goals) Berador Abdoeraimov (Pachtakor Tasjkent, 22 goals)                                       |
| 1969    | Spartak Moskou (9) | Dinamo Kiev    | Dinamo Tbilisi  | Nikolaj Osjanin (Spartak Moskou, 16 goals) Vladimir Proskurin (SKA Rostov, 16 goals) Dzjemal Cherchadze (Torpedo Koetaisi, 16 goals) |

### Klass A (Top Groep)
| Seizoen | Kampioen        | Runner-Up     | Derde plaats   | Topschutter                            |
| ------- | --------------- | ------------- | -------------- | -------------------------------------- |
| 1970    | CSKA Moskou (6) | Dinamo Moskou | Spartak Moskou | Givi Nodija (Dinamo Tbilisi, 17 goals) |

### Top Liga
| Seizoen  | Kampioen                   | Runner-Up              | Derde plaats           | Topschutter                                                                                      |
| -------- | -------------------------- | ---------------------- | ---------------------- | ------------------------------------------------------------------------------------------------ |
| 1971     | Dinamo Kiev (5)            | Ararat Jerevan         | Dinamo Tbilisi         | Edoeard Malofejev (Dinamo Minsk, 16 goals)                                                       |
| 1972     | Zarja Vorosjilovgrad       | Dinamo Kiev            | Dinamo Tbilisi         | Oleh Blochin (Dinamo Kiev, 14 goals)                                                             |
| 1973     | Ararat Jerevan             | Dinamo Kiev            | Dinamo Moskou          | Oleh Blochin (Dinamo Kiev, 18 goals)                                                             |
| 1974     | Dinamo Kiev (6)            | Spartak Moskou         | Tsjerrnomorets Odessa  | Oleh Blochin (Dinamo Kiev, 20 goals)                                                             |
| 1975     | Dinamo Kiev (7)            | Sjachtjor Donetsk      | Dinamo Moskou          | Oleh Blochin (Dinamo Kiev, 18 goals)                                                             |
| 1976 (V) | Dinamo Moskou (11)         | Ararat Jerevan         | Dinamo Tbilisi         | Arkadi Andreasjan (Ararat Jerevan, 8 goals)                                                      |
| 1976 (N) | Torpedo Moskou(3)          | Dinamo Kiev            | Dinamo Tbilisi         | Aleksandr Markin (Zenit Leningrad, 13 goals)                                                     |
| 1977     | Dinamo Kiev (8)            | Dinamo Tbilisi         | Torpedo Moskou         | Oleh Blochin (Dinamo Kiev, 17 goals)                                                             |
| 1978     | Dinamo Tbilisi (2)         | Dinamo Kiev            | Sjachtjor Donetsk      | Georgi Jartsev (Spartak Moskou, 19 goals)                                                        |
| 1979     | Spartak Moskou (10)        | Sjachtjor Donetsk      | Dinamo Kiev            | Vitali Staroechin (Sjachtjor Donetsk, 26 goals)                                                  |
| 1980     | Dinamo Kiev (9)            | Spartak Moskou         | Zenit Leningrad        | Sergej Andrejev (SKA Rostov, 20 goals)                                                           |
| 1981     | Dinamo Kiev (10)           | Spartak Moskou         | Dinamo Tbilisi         | Ramaz Sjengelija (Dinamo Tbilisi, 23 goals)                                                      |
| 1982     | Dinamo Minsk               | Dinamo Kiev            | Spartak Moskou         | Andrej Jakoebik (Pachtakor Tasjkent, 23 goals)                                                   |
| 1983     | Dnjepr Dnjepropetrovsk     | Spartak Moskou         | Dinamo Minsk           | Joeri Gavrilov (Spartak Moskou, 18 goals)                                                        |
| 1984     | Zenit Leningrad            | Spartak Moskou         | Dnjepr Dnjepropetrovsk | Sergej Andrejev (SKA Rostov, 20 goals)                                                           |
| 1985     | Dinamo Kiev (11)           | Spartak Moskou         | Dnjepr Dnjepropetrovsk | Oleg Protasov (Dnjepr Dnjepropetrovsk, 35 goals)                                                 |
| 1986     | Dinamo Kiev (12)           | Dinamo Moskou          | Spartak Moskou         | Aleksandr Borodjoek (Dinamo Moskou, 21 goals)                                                    |
| 1987     | Spartak Moskou (11)        | Dnjepr Dnjepropetrovsk | Zjalgiris Vilnius      | Oleg Protasov (Dnjepr Dnjepropetrovsk, 18 goals)                                                 |
| 1988     | Dnjepr Dnjepropetrovsk (2) | Dinamo Kiev            | Torpedo Moskou         | Jevgeni Sjachov (Dnjepr Dnjepropetrovsk, 16 goals) Aleksandr Borodjoek (Dinamo Moskou, 16 goals) |
| 1989     | Spartak Moskou (12)        | Dnjepr Dnjepropetrovsk | Dinamo Kiev            | Sergei Rodionov (Spartak Moskou, 16 goals)                                                       |
| 1990     | Dinamo Kiev (13)           | CSKA Moskou            | Dinamo Moskou          | Oleg Protasov (Dinamo Kiev, 12 goals) Valeri Sjmarov (Spartak Moskou, 12 goals)                  |
| 1991     | CSKA Moskou (7)            | Spartak Moskou         | Torpedo Moskou         | Igor Kolyvanov (Dinamo Moskou, 18 goals)                                                         |

## Statistieken

### Ranglijst deelnamen aan de Sovjet Top Liga (1936-1991)
N.B. Vlag = geeft aan uit welke sovjetrepubliek de club komt. In 1936 werden twee seizoenen geteld, ook deelnemers uit 1941 worden meegeteld, toen werd seizoen niet voltooid door de oorlog. 
| Vlag                  | Club                        | /54 | Seizoenen                                                                          |
| --------------------- | --------------------------- | --- | ---------------------------------------------------------------------------------- |
| Vlag van Rusland      | Dinamo Moskou               | 54  | 1936-1941, 1945-1991                                                               |
| Vlag van Oekraïne     | Dinamo Kiev                 | 54  | 1936-1941, 1945-1991                                                               |
| Vlag van Rusland      | Spartak Moskou              | 53  | 1936-1941, 1945-1976, 1978-1991                                                    |
| Vlag van Rusland      | Torpedo Moskou              | 51  | 1938-1940, 1945-1991                                                               |
| Vlag van Georgië      | Dinamo Tbilisi              | 51  | 1936-1941, 1945-1989                                                               |
| Vlag van Rusland      | Zenit Leningrad             | 49  | 1938-1941, 1945-1989                                                               |
| Vlag van Rusland      | CSKA Moskou                 | 48  | 1936-1941, 1945-1951, 1954-1984, 1987, 1990-1991                                   |
| Vlag van Oekraïne     | Sjachtjor Donjetsk          | 44  | 1938-1941, 1949-1952, 1955-1971, 1973-1991                                         |
| Vlag van Wit-Rusland  | Dinamo Minsk                | 39  | 1941, 1945-1950, 1952, 1954-1955, 1957, 1960-1961, 1963-1973, 1976, 1979-1991      |
| Vlag van Rusland      | Lokomotiv Moskou            | 38  | 1936-1941, 1945, 1948-1950, 1952-1963, 1965-1969, 1972, 1975-1980, 1988-1989, 1991 |
| Vlag van Armenië      | Ararat Jerevan              | 32  | 1960-1963, 1966-1991                                                               |
| Vlag van Azerbeidzjan | Neftsji Bakoe               | 27  | 1949-1950, 1960-1972, 1977-1988                                                    |
| Vlag van Rusland      | Krylja Sovetov Koejbysjev   | 26  | 1946-1960, 1962-1969, 1976-1977, 1979                                              |
| Vlag van Kazachstan   | Kairat Alma-Ata             | 24  | 1960-1964, 1966-1969, 1971-1974, 1977-1982, 1984-1988                              |
| Vlag van Oekraïne     | Tsjernomorets Odessa        | 24  | 1941, 1965-1970, 1974-1986, 1988-1991                                              |
| Vlag van Oezbekistan  | Pakhtakor Tasjkent          | 22  | 1960-1963, 1965-1971, 1973-1975, 1978-1984, 1991                                   |
| Vlag van Rusland      | SKA Rostov aan de Don       | 21  | 1959-1973, 1975, 1979-1981, 1984-1985                                              |
| Vlag van Rusland      | Dinamo Leningrad            | 18  | 1936-1941, 1945-1953, 1962-1963                                                    |
| Vlag van Oekraïne     | Dnjepr Dnjepropetrovsk      | 18  | 1972-1978, 1981-1991                                                               |
| Vlag van Oekraïne     | Metalist Charkov            | 14  | 1960-1963, 1982-1991                                                               |
| Vlag van Oekraïne     | Zarja Vorosjilovgrad        | 13  | 1967-1979                                                                          |
| Vlag van Georgië      | Torpedo Koetaisi            | 13  | 1962-1970, 1982-1983, 1985-1986                                                    |
| Vlag van Rusland      | Rotor Volgograd             | 12  | 1938-1941, 1945-1950, 1989-1990                                                    |
| Vlag van Litouwen     | Zjalgiris Vilnjoes          | 11  | 1953, 1960-1962, 1983-1989                                                         |
| Vlag van Moldavië     | Nistru Kisjinev             | 11  | 1956-1964, 1974, 1983                                                              |
| Vlag van Oekraïne     | Karpaty Lvov                | 9   | 1971-1977, 1980                                                                    |
| Vlag van Letland      | Daugava Riga                | 7   | 1949-1952, 1960-1962                                                               |
| Vlag van Rusland      | Krylja Sovetov Moskou       | 6   | 1938, 1940, 1945-1948                                                              |
| Vlag van Rusland      | VVS Moskou                  | 6   | 1947-1952                                                                          |
| Vlag van Rusland      | Elektrik Leningrad          | 5   | 1936-1939                                                                          |
| Vlag van Rusland      | Metalloerg Moskou           | 4   | 1937-1940                                                                          |
| Vlag van Oekraïne     | Lokomotiv Charkov           | 4   | 1949-1950, 1953-1954                                                               |
| Vlag van Tadzjikistan | Pamir Doesjanbe             | 3   | 1989-1991                                                                          |
| Vlag van Rusland      | Admiraltejets Leningrad     | 3   | 1958, 1960-1961                                                                    |
| Vlag van Rusland      | Troedovye Rezervy Leningrad | 3   | 1954-1956                                                                          |
| Vlag van Rusland      | Koeban Krasnodar            | 3   | 1980-1982                                                                          |
| Vlag van Rusland      | Fakel Voronezj              | 2   | 1961, 1985                                                                         |
| Vlag van Georgië      | Spartak Tbilisi             | 2   | 1950-1951                                                                          |
| Vlag van Rusland      | Spartak Vladikavkaz         | 2   | 1970, 1991                                                                         |
| Vlag van Oekraïne     | Dinamo Odessa               | 2   | 1938-1939                                                                          |
| Vlag van Rusland      | Torpedo Gorki               | 2   | 1951, 1954                                                                         |
| Vlag van Oekraïne     | SKA Odessa                  | 2   | 1965-1966                                                                          |
| Vlag van Rusland      | Spartak Leningrad           | 2   | 1938, 1941                                                                         |
| Vlag van Oekraïne     | Spartak Charkov             | 2   | 1938, 1941                                                                         |
| Vlag van Estland      | Kalev Tallinn               | 2   | 1960-1961                                                                          |
| Vlag van Oekraïne     | Metalloerg Zaporizja        | 1   | 1991                                                                               |
| Vlag van Rusland      | Volga Gorki                 | 1   | 1964                                                                               |
| Vlag van Oekraïne     | Selmasj Charkov             | 1   | 1938                                                                               |
| Vlag van Rusland      | FK Zenit Leningrad          | 1   | 1938                                                                               |
| Vlag van Rusland      | VMS Moskou                  | 1   | 1951                                                                               |
| Vlag van Rusland      | Stalinets Moskou            | 1   | 1938                                                                               |
| Vlag van Rusland      | Oeralmasj Sverdlovsk        | 1   | 1969                                                                               |
| Vlag van Oekraïne     | Lokomotiv Kiev              | 1   | 1938                                                                               |
| Vlag van Rusland      | Dinamo Rostov aan de Don    | 1   | 1938                                                                               |
| Vlag van Rusland      | Sjinnik Jaroslavl           | 1   | 1964                                                                               |
| Vlag van Azerbeidzjan | Temp Bakoe                  | 1   | 1938                                                                               |
| Vlag van Oekraïne     | Tavrija Simferopol          | 1   | 1981                                                                               |
| Vlag van Azerbeidzjan | Dinamo Kirovabad            | 1   | 1968                                                                               |
| Vlag van Georgië      | Goeria Lantsjchoeti         | 1   | 1987                                                                               |
| Vlag van Rusland      | ODO Sverdlovsk              | 1   | 1956                                                                               |
| Vlag van Rusland      | Pisjtsjevik Moskou          | 1   | 1938                                                                               |
| Vlag van Georgië      | Lokomotivi Tbilisi          | 1   | 1938                                                                               |
| Vlag van Rusland      | SK Kalinin                  | 1   | 1952                                                                               |
| Vlag van Rusland      | Boerevestnik Moskou         | 1   | 1938                                                                               |
| Vlag van Rusland      | Profsojuz-2 Moskou          | 1   | 1941                                                                               |

### Spelers

#### Gespeelde wedstrijden
|    | Speler               | Wedstrijden |
| -- | -------------------- | ----------- |
| 1  | Oleh Blochin         | 432         |
| 2  | Viktor Sjoestikov    | 427         |
| 3  | Galimzjan Choesainov | 410         |
| 4  | Nikolaj Osjanin      | 402         |
| 5  | Lev Boertsjalkin     | 400         |
| 5  | Michail Sokolovski   | 400         |
| 7  | Sergej Bondarenko    | 392         |
| 8  | Vladimir Fedotov     | 382         |
| 9  | Leonid Boerjak       | 377         |
| 10 | Aleksandr Boebnov    | 375         |
| 10 | Slava Metreveli      | 375         |

#### Topschutters aller tijden
|    | Topschutter          | Goals |
| -- | -------------------- | ----- |
| 1  | Oleh Blochin         | 211   |
| 2  | Aleksandr Ponomarjov | 153   |
| 3  | Nikita Simonjan      | 145   |
| 4  | Sergei Solovjov      | 144   |
| 5  | Grigori Fedotov      | 132   |
| 6  | Edoeard Markarov     | 129   |
| 7  | Avtandil Gogoberidze | 128   |
| 8  | Valentin Ivanov      | 125   |
| 8  | Oleg Protasov        | 125   |
| 10 | Ramaz Sjengelija     | 120   |